# عبد الواحد آل سكر
عبد الواحد بن سكر بن فرعون الفتلاوي المعروف بـ«عبد الواحد الحاج سكر» زعيم قبيلة فتلة وأحد أبرز قادة ثورة العشرين، والمؤثرين في سياسة المملكة العراقية.
شغل عضوية مجلس النواب العراقي لدورات عديدة، وعضوية مجلس الأعيان من عام 1954 الى 1956.
أعتقل في العهد العثماني وقضى عامًا في السجن وأعتقل بعد حركة بكر صدقي وحكم عليه بالسجن ثلاث سنوات، في أيار 1937.
وكان عبد الواحد أحد أبرز القياديين في ثورة العشرين، وكان مناطًا به وعشيرته فتلة حماية طويريج برفقة خادم آل غازي وعلوان الحاج سعدون وسائر بني حسن، وقد قصفت الطائرات البريطانية قصره بالقنابل، هذا القصر الذي سيصبح لاحقًا مقرًا للاجتماعات التأسيسية للمملكة العراقية.
كان عبد الواحد أحد «نخبة الآفاق» وهم الشيوخ القادة لثورة العشرين الذين اعتقلوا من قبل الإنجليز، وقد نظم أسماءهم رجل الدين هبة الله الشهرستاني في قصيدته:
ثم يقول: